# Effodeildin 2015
Effodeildin 2015 var den 73. udgave af Effodeildin

## Hold
| Hold          | By           | Stadion        | Kapacitet | Træner               | Trøjer | Trøjesponsor                                         |
| ------------- | ------------ | -------------- | --------- | -------------------- | ------ | ---------------------------------------------------- |
| AB            | Argir        | Skansi Arena   | 2.000     | Sámal Erik Hentze    | Adidas | The Irish Pub                                        |
| B36 Tórshavn  | Tórshavn     | Gundadalur     | 5.000     | Eyðun Klakstein      | Adidas | J&K Petersen                                         |
| EB/Streymur   | Streymnes    | Við Margáir    | 1.000     | Eliesar Olsen        | Nike   | [ note 1 ]                                           |
| Suðuroy       | Vágur        | Á Eiðinum      | 3.000     | Jón Pauli Olsen      | Nike   | Suðuroyar Sparikassi                                 |
| HB            | Tórshavn     | Gundadalur     | 5.000     | Milan Cimburović     | Nike   | Auto Service                                         |
| ÍF            | Fuglafjørður | Í Fløtugerði   | 3.000     | Aleksandar Jovević   | Puma   | Havsbrún Arkiveret 30. juni 2013 hos Wayback Machine |
| KÍ            | Klaksvík     | Við Djúpumýrar | 3.000     | Mikkjal Thomassen    | Adidas | JFK                                                  |
| NSÍ Runavík   | Runavík      | Við Løkin      | 2.000     | Trygvi Mortensen     | Nike   | Bakkafrost                                           |
| TB            | Tvøroyri     | Við Stórá      | 4.000     | Páll Guðlaugsson     | Hummel | Varðin Pelagic                                       |
| Víkingur Gøta | Norðragøta   | Sarpugerði     | 3.000     | Sigfríður Clementsen | Adidas | P/F Wenzel                                           |

Noter
1. ↑  Thor, Atlanticpane, Bátafiskur, Norðsetur og Vermland var sponsorere for EB/Streymur, hver spiller bærer en af disse fem forskellige sponsorere.

## Stilling
| Pos | Hold          | K  | V  | U  | T  | M+ | M- | MF  | P  | Kvalifikation eller nedrykning                                |
| --- | ------------- | -- | -- | -- | -- | -- | -- | --- | -- | ------------------------------------------------------------- |
| 1   | B36 Tórshavn  | 27 | 18 | 7  | 2  | 60 | 25 | +35 | 61 | Kvalifikation til Champions League første kvalifikationsrunde |
| 2   | NSÍ Runavík   | 27 | 16 | 6  | 5  | 73 | 37 | +36 | 54 | Kvalifikation til Europa League første kvalifikationsrunde    |
| 3   | Víkingur Gøta | 27 | 15 | 8  | 4  | 68 | 35 | +33 | 53 | Kvalifikation til Europa League første kvalifikationsrunde    |
| 4   | HB            | 27 | 11 | 10 | 6  | 43 | 31 | +12 | 43 | Kvalifikation til Europa League første kvalifikationsrunde    |
| 5   | KÍ            | 27 | 11 | 8  | 8  | 50 | 41 | +9  | 41 |                                                               |
| 6   | ÍF            | 27 | 5  | 12 | 10 | 44 | 56 | −12 | 27 |                                                               |
| 7   | TB            | 27 | 4  | 14 | 9  | 36 | 47 | −11 | 26 |                                                               |
| 8   | AB            | 27 | 4  | 12 | 11 | 34 | 42 | −8  | 24 |                                                               |
| 9   | Suðuroy       | 27 | 6  | 4  | 17 | 39 | 68 | −29 | 22 | Nedrykning til 1. deild                                       |
| 10  | EB/Streymur   | 27 | 2  | 5  | 20 | 27 | 92 | −65 | 11 | Nedrykning til 1. deild                                       |

1. ↑  Víkingur Gøta kvalificerede sig til UEFA Europa League første kvalifikationsrunde ved at vinde Færøernes pokaltunering 2015.

## Statistik

### Topscorere
| Nr. | Spiller                  | Klub          | Mål |
| --- | ------------------------ | ------------- | --- |
| 1   | Klæmint Olsen            | NSÍ Runavík   | 21  |
| 2   | Finnur Justinussen       | Víkingur Gøta | 15  |
| 3   | Andreas Lava Olsen       | Víkingur Gøta | 15  |
| 3   | Pól Jóhannus Justinussen | NSÍ Runavík   | 15  |
| 5   | Heðin Klakstein          | KÍ Klaksvík   | 11  |
| 6   | Albert Adu               | TB Tvøroyri   | 10  |
| 6   | Árni Frederiksberg       | NSÍ Runavík   | 10  |
| 6   | Łukasz Cieślewicz        | B36 Torshamn  | 10  |
| 9   | Hans Pauli Samuelsen     | B36 Torshamn  | 9   |